# Høylandet
Høylandet és un municipi situat al comtat de Trøndelag, Noruega. Té 1,270 habitants i té una superfície de 754.39 km². El centre administratiu del municipi és el poble de Høylandet.
El municipi es troba al sud del riu Søråa a la part sud de Høylandet, al nord-oest de la ruta europea E06. Hi ha diversos llacs a Høylandet, sent els més grans l'Almåsgrønningen, l'Eidsvatnet, el Grungstadvatnet, l'Øyvatnet i el Storgrønningen. La part més interna del fiord de Folda es troba al nord de Høylandet. La carretera comtal noruega 17 passa pel municipi de sud a nord per la vall central.